# Ренія Катарін Рамірес
Ренія Катарін Рамірес (нар. 1959) — американська антропологиня Хо-Чанка, письменниця, індіанська феміністка. Професорка антропології в Каліфорнійському університеті в Санта-Крус. Авторка двох книг про культуру корінних американців.

## Ранні роки
Ренія К. Рамірес народилася 1959 року в сім'ї Воєші Хмари Норт та Роберта Карвера. Має трьох сестер і брата. Вона є наймолодшою онукою видатних лідерів корінних американців Елізабет Бендер Роу Клод та Генрі Роу Клода. Рамірес належить до племені Віннебаго Небраски.
Закінчила кандидатську дисертацію в Стенфордській аспірантурі в 1999 році на тему Зцілення горем: корінні американці переосмислювали культуру, громаду та громадянство в Сан-Хосе, Каліфорнія. Докторським консультантом Рамірес був Ренато Розальдо.

## Кар'єра
Рамірес — професорка антропології в Каліфорнійському університеті в Санта-Крус. Вона індіанська феміністка. Також вона виконавча продюсерка, співпродюсерка, сценаристка та співрежисерка фільму «Стоїть на місці страху: спадщина Генрі Роу Хмари».

## Особисте життя
Рамірес одружена з Гілом, має дочку та двох синів.

## Вибрані твори
- Ramirez, Renya K. (2007). Native Hubs: Culture, Community, and Belonging in Silicon Valley and Beyond (англ.). Duke University Press. ISBN 978-0-8223-4030-0.[6]
- Ramirez, Renya K. (2018). Standing Up to Colonial Power: The Lives of Henry Roe and Elizabeth Bender Cloud (англ.). University of Nebraska Press. ISBN 978-1-4962-1268-9.[7]